# احکوم (یمن)
 أحکوم  روستایی از توابع استان تَعِز در کشور یمن و در شبه جزیره عربستان واقع می‌باشد. این روستا درناحیه (الشماتیین] در عزلهٔ قضاء (الحُجریة) واقه شده‌است.

## جمعیت
جمعیتش در حدود ۱۱۱۰۲ نفر می‌باشد. بسیاری از علماء، تاریخ نویسان و فقهاء به این روستا منتسب می‌شوند که بارزترین آن‌ها عبارت‌اند از: 
- الشیخ عبدالله بن علی الحکیمی تاریخ‌نویس ومؤسس ورئیس تحریر (مجلة السلام)، این روزنامه در شهر (کاردیف) انگلستان چاپ و منتشر می‌شده‌است. وی در سال ۱۹۵۴ میلادی در عَدَن در گذشته‌است. همچنین روستایی به همین نام (احکوم) در منطقهٔ (حدیة السلمی) در قصبهٔ (ماویه) قرار دارد و ۶۶ نفر جمعیت دارد.